# Международный аэропорт имени Аристидиша Перейры
Международный аэропорт имени Аристидиша Перейры (порт. Aeroporto Internacional Aristides Pereira (ИАТА: BVC, ИКАО: GVBA) — международный аэропорт, расположенный на острове Боа-Вишта, Кабо-Верде, примерно в 5 км к юго-востоку от столицы острова Сал-Рей. Третий по загруженности аэропорт в стране.

## История
Преобразование существующего аэропорта Рабиля в международный аэропорт началось в 2005 году и было завершено в 2007 году. Взлетно-посадочная полоса была увеличена с 1200 до 2100 метров в длину и с 30 до 45 метров в ширину. Стоимость проекта составила 21 миллион евро. Аэропорт был официально открыт 31 октября 2007 г. Первоначально аэропорт назывался Аэропорт Рабиль, но 19 ноября 2011 года ему было присвоено имя первого президента Кабо-Верде Аристидиша Перейры.

## Пассажиропоток
Данные из запроса в Викиданные.
| Год  | Пассажиропоток | Взлётов-посадок | Грузопоток |
| ---- | -------------- | --------------- | ---------- |
| 2012 | 425,701        | -               | -          |
| 2013 | 448,700        | 4,768           | 268        |
| 2016 | 465,049        | 4,600           | 209        |
| 2017 | 512,778        | 5,008           | 132        |